# سیاتل رول

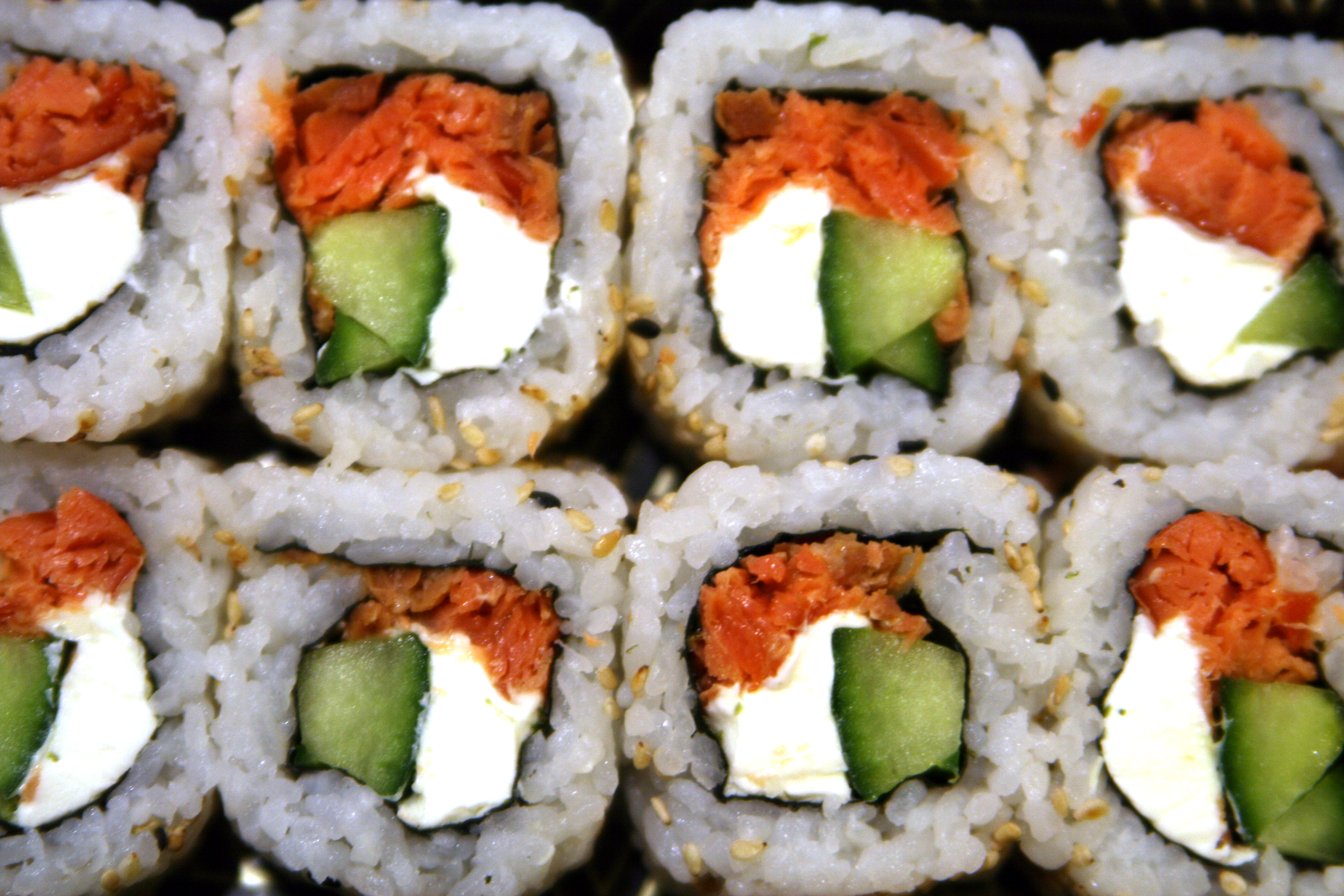
سیاتل رول

سیاتل رول (به انگلیسی: Seattle roll) یکی از انواع ماکی‌زوشی در آمریکا است. این نوع رول با کالیفرنیا رول شباهت بسیاری دارد. مواد داخل این رول را خیار، ماهی آزاد خام یا ماهی سالمون، خردماهی و توبیکو تشکیل می‌دهند. ممکن است از سالمون دودی و پنیر خامه‌ای نیز استفاده شود. شکل پیچیدن این رول پشت به رو یا به اصطلاح ژاپنی‌ها اوراماکی است یعنی برعکس شکل سنتی ماکی‌زوشی برنج لایهٔ بیرونی است و جلبک نوری در داخل قرار می‌گیرد. این نوع سوشی در رستوران‌های سیاتل، واشینگتن یافت می‌شود.